# Frances Belle O’Connor
Frances Belle O’Connor (* 8. September 1914 in Granite Falls oder in Sheridan; † 30. Januar 1982 in Long Beach, Kalifornien) war eine US-amerikanische Showattraktion und Schauspielerin.
O’Connor wurde ohne Arme geboren und machte aus dieser Besonderheit ihren Beruf. Schon im Alter von acht Jahren präsentierte sie sich der Öffentlichkeit. Sie trat als lebende Venus von Milo in zahlreichen Shows auf, so im Al. G. Barnes Circus und bei den Cole Brothers sowie in den Zirkussen von Sells-Floto und Hagenbeck-Wallace. 1932 erhielt sie eine Rolle in dem Film Freaks von Tod Browning. Bis in die Mitte der 1940er Jahre trat sie auch bei Barnum & Bailey auf. Gemanagt wurde sie von ihrer Mutter. Nach deren Tod zog sie sich aus der Öffentlichkeit zurück. Sie starb einsam und ohne Nachkommen.